# Bruno Marraffa
Bruno Marraffa (Roma, Italia, 25 de junio de 1935 – Lido de Venecia, Italia, 22 de abril de 2015) fue un dibujante de cómic e ilustrador italiano.

## Biografía
Debutó como historietista en 1961, realizando el lettering del cómic Kriss, publicado por la editorial Bucintoro. Tras esta experiencia, se mudó a Inglaterra, donde vivió durante muchos años dibujando historietas de la agencia Bardon Art para el mercado británico. Además, realizó la versión en historieta de la película ¿Qué hiciste en la guerra, papi?, publicada por Fleetway. Para TV Century 21 ilustró la serie Supercar y otra basada en la serie de televisión Superagente 86; para el mercado británico también realizó series como Calamity Chayne, publicada en Hot Spur, y Felix, publicada en Corsair.
En 1971 volvió a Italia, donde inicialmente trabajó para Edizioni Bianconi, dibujando historias de las series humorísticas Geppo y Nonna Abelarda. Además, realizó cómics para adultos de las casas Edifumetto y Ediperiodici como Zordon, I Sanguinari y Zan della jungla, y la serie de aventuras Maki (en 1977).
De 1978 a 1985 realizó diez historias de Ken Parker y dos de Mister No para la editorial Bonelli, para luego volver a colaborar con Ediperiodici, ilustrando libros escolares y clásicos infantiles.